# Bản lãnh bộ binh (hành khúc)
Bản lãnh bộ binh (tiếng Nhật: 歩兵の本領; Hohei no honryou) là bản hành khúc nổi tiếng của Lục quân Đế quốc Nhật Bản được phổ biến vào năm Minh Trị thứ 44 (1911). Nó được sử dụng suốt từ thời kỳ Minh Trị và cho đến nay vẫn còn được lưu hành trong Lực lượng Phòng vệ mặt đất Nhật Bản với một vài sửa đổi.
Nguyên bản của bài hát này là "Bộ binh ca" (tiếng Nhật: 歩兵の歌 - Hohei no uta). Bài hát do Kato Akikatsu (加藤明勝 Gia Đằng Minh Thắng) là người viết lời và Nagai Kenshi (永井建子 Vĩnh Tỉnh Kiến Tử) viết nhạc.
Bài hát được biết đến rộng rãi hơn trong Thế chiến thứ hai bởi Lục quân đế quốc Nhật Bản đến nỗi sau chiến tranh, bài hát bị chính phủ mới lâm thời do Mỹ bảo hộ cấm đoán. Dù vậy, qua nhiều năm khi Nhật Bản bắt đầu tái vũ trang lại trên quy mô lớn với sự trợ giúp của Liên hợp quốc thì bài hát lại được sử dụng bởi Lực lượng Phòng vệ Mặt đất Nhật Bản dưới cái tên "Bản lãnh quân phổ thông" (普通科の本領 - Fu'tsuuka no honryou) và được sửa đổi lời đôi chút ở khổ thứ nhất, hai, ba, bốn, năm và mười.

## Lời bài hát
| Tiếng Nhật                     | Phiên âm                            | Lời dịch                                        |
| ------------------------------ | ----------------------------------- | ----------------------------------------------- |
| 萬朶の櫻か襟の色               | Banda no Sakura ka Eri no Iro       | Cổ áo anh màu vạn đoá hoa đào nở                |
| 華は吉野に嵐吹く               | Hana wa Yoshino ni arashi fuku      | Như hoa lay trong gió, trên đỉnh Yoshino.       |
| 大和男子と生まれなば           | Yamato Onoko to umarenaba           | Cả cuộc đời của trang nam tử Đại Hoà            |
| 散兵線(さんぺいせん)の華と散れ | Sanpeisen no Hana to Chire          | Trên tiền tuyến, anh ngã xuống như đoá hoa.     |
| 尺餘の銃は武器ならず           | Shakuyo no tsutsu wa buki narazu    | Súng ngắn đến đâu, sao gọi là vũ khí.           |
| 寸餘の劍何かせん               | Sunyo no tsurugi nanikasen          | Lê dài đến đâu, thì có là gì.                   |
| 知らずやここに二千年           | Shirazuya koko ni Nisennen          | Hai ngàn năm nay, (chúng ta) đều biết rõ        |
| きたえ鍛えし大和魂(やまとだま) | Kitae kitaeshi Yamato dama          | Hồn Đại Hoà được rèn giũa trong chúng ta.       |
| 軍旗まもる武士は               | Gunki mamoru mononofu wa            | Bao tráng sĩ quyết giữ lá quân kỳ,              |
| 全てその数二十萬               | Subete sono kazu nijuuman           | Tổng lại được 20 vạn.                           |
| 八十餘か所にたむろして         | Hachijuu yo ka shio ni tamuro shite | Trấn giữ chừng 80 nơi,                          |
| 武装は解かじ夢にだも           | Busou wa tokaji yumeni damo         | Đâu dám mơ chi buông bỏ vũ trang.               |
| 千里東西波越えて               | Senri Touzai nami koete             | Vượt sóng lớn đông tây ngàn dặm,                |
| 我々に仇なす國あらば           | Ware ni adanasu kuni araba          | Ta đối đầu với kẻ thù của Tổ quốc ta,           |
| 港を出でん輸送船               | Minato wo iden yusousen             | Tàu chở quân ta vừa ra bến cảng                 |
| 暫し守れや海の人               | Shibashi mamoreya umi no hito       | Sẽ sớm che chở cho những người con của biển cả. |
| 適地に一歩我々踏めば           | Tekichi ni ippou ware fumeba        | Khi ta bước qua lãnh phận quân thù              |
| 軍の主兵はここにあり           | Gun no shuhei wa kokoni ari         | Mạng sống của binh lính ở ngay đây.             |
| 最後の決はわが任務             | Saigo no ketsu wa waga ninmu        | Đến cuối vẫn quyết vì nhiệm vụ của chúng ta,    |
| 騎兵砲兵協同せよ               | Kihei houhei chikara seyo           | Kị binh, pháo binh luôn hiệp đồng.              |
| アルプス山を踏破せし           | Arupusu yama wo touha seshi         | Nhớ lúc người vượt dãy Alps,                    |
| 歴史はふるく雪白し             | Rekishi wa furuku yuki shiroshi     | Lịch sử luôn ghi mãi làn tuyết trắng.           |
| 奉天戰の活動は                 | Houtensen no katsudou wa            | Hoạt động (của ta) trong trận Phụng Thiên       |
| 日本歩兵の粋知れ               | Nippon hohei no suitoshire          | là tinh hoa của bộ binh Nhật Bản.               |
| 携帯口糧あるならば             | Keitaikouryou arunaraba             | Lương ăn luôn có khi cần mang theo              |
| 遠く離れて三日四日             | Touku hanarete mikayokka            | (Hành quân) xa đến ba, bốn ngày trời.           |
| 曠野千里にわたるとも           | Kouya senri ni watarutomo           | Băng qua ngàn dặm miền thanh vắng,              |
| 散兵線に秩序あり               | Sanpeisen ni chitsujo ari           | vẫn giữ gìn trật tự nơi chiến tuyến.            |
| 退く戰術我々知らず             | Shirijoku senjitsu wareshirazu      | Chẳng cần biết gì chiến thuật để rút lui,       |
| みよや歩兵の操典を             | Miyoya hohei no souten wo           | ta đọc cuốn hướng dẫn cho bộ binh.              |
| 前進前進また前進               | Zenshin zenshin mata zenshin        | Tiến lên! Tiến lên! Tiếp tục tiến lên!          |
| 肉單とどく所まで               | Nikudan todoku tokoro made          | Tiến bước đến nơi như những làn đạn sống.       |
| 我が一軍の勝敗は               | Wa ga ichigun no shouhai wa         | Chuyện thắng bại của quân ta quyết định         |
| 突喊最後の数分時               | Tokkan saigo no suufun ji           | ở lần tấn công giữa những phút cuối cùng        |
| 歩兵の威力はここなるぞ         | Hohei no iryoku wa kokonaru zo      | Để tỏ rõ uy lực của bộ binh                     |
| 華散れ勇め時は今               | Hanachire isame ya toki wa ima      | Ngay lúc đời anh tàn như đoá hoa.               |
| 歩兵の本領ここにあり           | Hohei no honryou kokoni ari         | Bản lãnh bộ binh chính là ở đây,                |
| ああ勇ましの我が兵科           | Aa isamashi no wagahei ka           | Trong mỗi người lính quân tử chúng ta.          |
| 會心の友よさらばいざ           | Eshin no tomo yo saraba iza         | Xin từ biệt những người tri kỷ,                 |
| ともに勵まん我が任務           | Tomoni hageman waga ninmu           | luôn động viên cho nhiệm vụ của chúng ta.       |